# Burretiodendron brilletii
Burretiodendron brilletii är en malvaväxtart som först beskrevs av François Gagnepain, och fick sitt nu gällande namn av André Joseph Guillaume Henri Kostermans. Burretiodendron brilletii ingår i släktet Burretiodendron och familjen malvaväxter. Inga underarter finns listade i Catalogue of Life.